# Adventure!
Pour les articles homonymes, voir Adventure.
Adventure! est un jeu de rôle américain d'aventure publié par White Wolf en 2001. 
Son intrigue se place dans les années 1920 et prend pour inspiration les pulps magazines. 